# Heinrich Janßen (Politiker)
Heinrich „Heini“ Janßen (* 8. April 1899 in der Gemeinde Osternburg; † 7. Juli 1941 in Neuss) war ein deutscher Landwirt, SA-Oberführer und Politiker der Nationalsozialistischen Deutschen Arbeiterpartei (NSDAP).

## Leben
Heinrich Janßen zog nach seiner Geburt mit seinen Eltern nach Varel, wo er die Volksschule besuchte. Während des Ersten Weltkriegs diente er im Fußartillerie-Regiment 24. Nach dem Krieg schloss er sich der Brigade Erhard an.
1922 heiratete er die Dienstmagd Minna Kinder. Sie hatten fünf Kinder. In Jeringhave betätigte er sich erst als Arbeiter und ging dann bis 1928 als Landwirt nach Bockhornerfeld. Ab 1931 war er wieder als Arbeiter tätig, diesmal in Altgarmssiel und später in Obenstrohe.
Politisch war Janßen erst für die linksliberale DDP aktiv, trat aber am 1. Mai 1927 in die SA (Mitgliedsnummer 78.429) und zum 1. Mai 1928 in die NSDAP ein (Mitgliedsnummer 85.796). Er schaffte innerhalb der Sturmabteilung (SA) den Aufstieg bis zum SA-Oberführer und galt als typischer Nazi-Raufbold.
Von Mai 1931 bis 1933 war er Abgeordneter der NSDAP im Oldenburgischen Landtag. 1938 kandidierte er erfolglos für den Großdeutschen Reichstag.